# Shimun VIII
Shimun VIII (italianizzato in Simeone VIII, nato Yohannan o Yukhannan Sulaqa, italianizzato in Giovanni Sulaqa; Mosul, 1510 circa – Amida, gennaio 1555) è stato un patriarca cattolico iracheno con cittadinanza ottomana, abate di Rabban Ormisda e primo patriarca della Chiesa caldea.

## Contesto storico
Fino a metà del XVI secolo, la Chiesa d'Oriente (comunemente chiamata in Occidente Chiesa nestoriana) costituiva un unico patriarcato con sede, a partire dal tempo del patriarca Mar Shimun VI (1503-1538) nel monastero di Rabban Ormisda, vicino all'odierna Alqosh.
Nella seconda metà del XV secolo, il patriarca Mar Shimun IV (circa 1437-1497) aveva introdotto il principio della successione ereditaria, per cui il titolo patriarcale veniva ereditato dai parenti del patriarca in carica (fratelli, cugini o nipoti). La famiglia patriarcale, che ereditò il titolo fino agli inizi del XIX secolo, era chiamata Bar Mama o Bar Abouna.
La successione ereditaria fu resa possibile dal diritto canonico delle Chiese orientali, che prevedeva che solo i vescovi metropolitani potessero eleggere il patriarca. Mar Shimun IV ed i suoi successori nominarono perciò sulle sedi metropolitane i propri familiari; di conseguenza il patriarca eletto apparteneva necessariamente alla stessa famiglia. Inoltre il patriarca in carica aveva preso l'abitudine di nominare un proprio familiare come Natar kursya (letteralmente: Guardiano della Sede), ossia metropolita con diritto di successione.
Shimun VII Isho'yahb, patriarca nestoriano dal 1538 o dal 1539, fu molto impopolare nella sua Chiesa a causa delle sue attività illecite e della vita dissoluta, accusato di vendere le proprietà della Chiesa e di aver reso possibile il concubinato. Inoltre negli ultimi anni della sua vita iniziò a consacrare vescovi metropoliti alcuni nipoti di dodici e quindici anni. Tutto questo creò tensioni all'interno della Chiesa nestoriana.

## Biografia
Yohannan Sulaqa (lett.: Giovanni Ascensione), figlio di Daniele della famiglia Bellu, nacque verso il 1510 nella regione di Mosul. Attorno al 1540 divenne abate del monastero di Rabban Ormisda.
Le critiche nei confronti di Shimun VII Ishoyahb si levarono sempre più alte, soprattutto quando il patriarca nominò un adolescente di 12 anni come vescovo metropolitano e Nator kursia. Ciò indusse i vescovi di Salmas, Urmia e Arbil a convocare nel 1551 (o 1552) un'assemblea di monaci, clero e laici a Mosul. Fu nominato un nuovo patriarca in alternativa a Shimun VII: l'abate di Rabban Ormisda, allora quarantenne. Era tuttavia necessaria la consacrazione episcopale che solo un vescovo metropolitano poteva conferire. La consacrazione non avvenne per il diniego della famiglia patriarcale, gli Abouma. Gli scismatici, su consiglio dei Francescani che da qualche anno lavoravano come missionari fra i nestoriani, decisero di rivolgersi al papa di Roma per la consacrazione del patriarca Sulaqa, divenuto Shimun VIII.
Una delegazione di settanta persone, elette all'interno dell'assemblea, accompagnarono il nuovo patriarca a Gerusalemme, per incontrare il Custode di Terra santa, che all'epoca svolgeva anche le funzioni di commissario della Santa Sede per l'Oriente, ed ottenne le credenziali necessarie per rivolgersi a Roma e ricevere dal papa il riconoscimento del nuovo patriarca. Con le lettere credenziali (redatte dal Custode, dall'assemblea di Mosul e dalla delegazione dei Settanta), Sulaqa partì per l'Italia, accompagnato da tre laici (di cui solo uno arrivò a Roma). Giunse nella Città eterna il 18 novembre 1552, dove ricevette assistenza da Andrea Masio, traduttore ed incaricato di papa Giulio III. Sulaqa spiegò che l'ultimo patriarca legittimo, Shimun VII, era deceduto nel 1551 ed il suo successore, anch'esso chiamato Shimun, non era qualificato a succedergli, perché la sua nomina a dodici anni (o otto anni) violava le regole sull'età canonica. Egli quindi chiese al papa di essere riconosciuto come patriarca.
Il caso fu presentato in concistoro dal cardinale Bernardino Maffei il 18 febbraio 1553 e ripreso il 20 febbraio, giorno in cui Sulaqa emise una professione di fede cattolica. Il 9 aprile fu consacrato vescovo nella basilica di San Pietro in Vaticano da papa Giulio III. Il 28 aprile fu confermato patriarca con la bolla Divina disponente clementia e ricevette dalle mani del papa il pallio nella basilica di San Giovanni in Laterano.
Prima di ripartire per l'Oriente, il nuovo patriarca chiese ed ottenne di essere accompagnato da due missionari, necessari per annunciare la fede cattolica nella sua nuova chiesa. Furono scelti due domenicani maltesi, Ambrogio Buttigeg (nominato vescovo titolare di Avara e "nunzio di Mosul") e Antonino di Zahra. Sulaqa lasciò Roma e passando per Costantinopoli, arrivò il 12 novembre 1553 a Amida, dove pose la sua residenza.
Nel 1554 il patriarca ordinò cinque nuovi vescovi metropolitani cattolici: i vescovi di Gazireh, Hesna d'Kifa, Amida, Mardin e Seert.
Le ostili manovre della parte nestoriana indussero il pascià di Amida ad arrestare Sulaqa e ad imprigionarlo. 

Morì in carcere, probabilmente per annegamento, nel gennaio 1555.

## Lo scisma del 1551/52
Le fonti antiche riportano due tradizioni o versioni diverse e contrastanti circa i motivi dell'elezione patriarcale di Sulaqa.
1. La prima versione deriva da un resoconto redatto da Andrea Masio e che si riflette nelle decisioni concistoriali del mese di febbraio e aprile 1553. Secondo questa versione, il patriarca nestoriano Shimun VII Isho'yahb, morto nel 1551, aveva nominato Natar kursya un bambino di otto anni, designato a succedergli alla sua morte. L'elezione di Sulaqa era perciò motivata dal rifiuto del principio ereditario, con le sue nefaste conseguenze.
Questa tradizione ha cercato di legittimare l'elezione di Sulaqa di fronte a papa Giulio III e ai suoi cardinali, presentandola come un ritorno al principio elettivo, ed è diventata la versione ufficiale, ripresa dagli storici nei secoli seguenti. Così Assemani nel De Catholicis seu patriarchis Chaldaeorum et Nestorianum (Roma, 1775) e Becchetti nella Istoria degli ultimi quattro secoli della Chiesa (Roma, 1796). Anche storici recenti hanno supportato questa tesi: Joseph Tfinkdji nel 1913 e Eugene Tisserant nel 1931. Ancora nel 1993, Fiey, nel Pour un Oriens Christianus Novus, nella cronotassi dei patriarchi assiri elenca Simon VII Bar Mama (1538-51) e Simon VIII Denha (1551-58).
2. La seconda versione dei fatti deriva da una testimonianza di Abdisho IV Maron, successore di Sulaqa, e da una lettera di Ambrogio Buttigeg del mese di gennaio 1555. Secondo queste fonti, l'elezione di Sulaqa fu occasionata dall'immoralità del patriarca Shimun VII Ishoyahb ed in particolare dalla nomina di due bambini come metropoliti.
Questa tradizione ha cercato di legittimare di fronte agli oppositori nestoriani l'elezione di Sulaqa, presentandola come una giustificata rivolta contro un Patriarca dissoluto, che era ancora vivo al momento della rivolta e lo sarà fino al 1558. Questa versione dunque attesta che l'elezione di Sulaqa non fu motivata dalla morte del patriarca e dalla nomina di un bambino come successore, ma come un'aperta ribellione nei confronti del patriarca regnante, ossia quel Shimun VII Ishoyahb che era ancora patriarca della Chiesa d'Oriente quando Sulaqa fu consacrato vescovo a Roma e confermato come nuovo patriarca.

Questa seconda tesi è stata proposta negli studi di Joseph Habbi (1966), Heleen Murre-Van den Berg (1999) e David Wilmshurst (2000). Questi autori giungono alle seguenti conclusioni:
- il patriarca Shimun VIII Denha (1551-1558) non è mai esistito;
- il patriarca Shimun VII Ishoyahb era ancora vivo al momento dell'elezione di Sulaqa ed è morto il 1º novembre 1558, come attesterebbe la sua tomba nel monastero di Rabban Hormizd;
- Sulaqa perciò è stato eletto patriarca nel corso di una ribellione contro il patriarca regnante Shimun VII Ishoyahb;
- le autorità vaticane sono state indotte a fraintendere le circostanze dell'elezione di Sulaqa da Sulaqa stesso o dai suoi sostenitori.

## Genealogia episcopale e successione apostolica
La genealogia episcopale è:
- Vescovo Tito Veltri de Viterbo
- Cardinale Antonio Maria Ciocchi del Monte
- Papa Giulio III
- Patriarca Shimun VIII Sulaqa

La successione apostolica è:
- Vescovo Elie-Hormez Habib Elias Asmar (1553)
- Vescovo Hnan-Jesu (1553)
- Patriarca Abdisho IV Maron (1553)
- Vescovo Yosep Sulaqa (1553)
- Vescovo Gabriel di Hesna d'Kifa (1553)